# Пушницкий, Николай
Николай Пушницкий (годы жизни не известны) — российский яхтсмен, входил в олимпийскую сборную России, бронзовый призёр Олимпийских игр 1912 года в Стокгольме в парусном спорте в командной гонке (класс «10 метров»).
В экипаж «Галлии II» кроме него входили: Эспер Белосельский, Эрнест Браше, Филип Штраух, Александр Родионов, Иосиф Шомакер и Карл Линдхолм. Владелец яхты: Александр Вышнеградский.